# Lex Aebutia de magistratibus extraordinariis
La Lex Aebutia de magistratibus extraordinariis ("ley Ebucia sobre las magistraturas extraordinarias") fue una ley establecida en la Antigua Roma durante el siglo II a. C., aunque la fecha sigue siendo incierta. Asimismo, se desconoce si formaba parte de la Lex Aebutia de formulis.
Presumiblemente fue introducida por el magistrado Sexto Elio y prohíbe al patrocinador de la legislación la creación de un cargo público (curatio ac potestas, literalmente, cargo de confianza o poder) sea ostentado por él. Tampoco permitía hacerse con el nuevo cargo a los colegas o ayudantes del patrocinador en la magistratura ni a sus parientes cercanos por sangre o matrimonio.